# Eutomopepla bipars
Eutomopepla bipars là một loài bướm đêm trong họ Geometridae.